# Victor J. Katz
Pour les articles homonymes, voir Katz.
Victor Joseph Katz (né le 31 décembre 1942 à Philadelphie)  est un mathématicien, historien des mathématiques et professeur américain reconnu pour son utilisation de l'histoire des mathématiques dans l'enseignement des mathématiques. 

## Biographie
Katz a obtenu un bachelor en 1963 de l'université de Princeton et, en 1968 un doctorat de l'université Brandeis en mathématiques sous la direction de Maurice Auslander avec une thèse intitulée The Brauer group of a regular local ring. Il est devenu professeur adjoint au Federal City College, puis en 1973, professeur associé et, après la fusion du Federal City College en 1977 avec l'université du district de Columbia, il a été professeur titulaire en 1980. Il y a pris sa retraite en tant que professeur émérite en 2005. 
Mathématicien, Katz est spécialisé en algèbre, mais il est principalement connu pour ses travaux sur l'histoire des mathématiques et ses utilisations dans l'enseignement. Il a écrit un manuel intitulé History of Mathematics: An Introduction (1993), pour lequel il a remporté en 1995 le prix Watson Davis et Helen Miles Davis décerné par l'History of Science Society. Il a organisé des ateliers et des congrès pour la Mathematical Association of America (MAA) et le Conseil national des professeurs de mathématiques. La MAA a publié une collection de matériel pédagogique de Katz sous la forme d’un disque compact intitulé « Modules historiques pour l’enseignement et l’apprentissage des mathématiques» . Avec Frank Swetz, il a été l'éditeur fondateur d'un journal en ligne gratuit sur l'histoire des mathématiques sous l'égide de la MAA; la revue s'appelle Convergence: Where Mathematics, History, and Teaching Interact. Dans la revue Convergence, Katz et Swetz ont publié une série intitulée Mathematical Treasures,. Pour une étude des possibilités d'utilisation de l'histoire des mathématiques dans les écoles, Katz a reçu une subvention de la National Science Foundation. 
Le triangle de Pascal  était connu des chinois et permet de présenter les coefficients des différents termes dans la formule du binôme et, selon Victor J. Katz, il était utilisé pour généraliser à des degrés supérieurs à deux la méthode d'extraction de racine.

## Personnel
Il est marié depuis 1969 à Phyllis Katz (née Friedman), éducatrice scientifique qui a développé et dirigé l’organisation à but non lucratif nationale américaine Hands On Science Outreach, Inc. (en) (HOSO). Le couple a trois enfants. 

## Sélection de publications

### En tant qu'auteur
- (en) Victor J. Katz, A history of mathematics : an introduction, Addison-Wesley, 2009, 3e éd., 976 p. (ISBN 978-0-321-38700-4)
- (en) Victor J. Katz et Karen Parshall, Taming the Unknown : A History of algebra from antiquity to early twentieth century, Princeton University Press, 2014, 504 p. (ISBN 978-0-691-14905-9, présentation en ligne) lire en ligne[7],[8]
- avec John B. Fraleigh: A first course in abstract algebra, Addison-Wesley 2003.
- Victor J. Katz, Using History to Teach Mathematics: An International Perspective, Cambridge University Press, 2000-09-21, 261 pages Using History to Teach Mathematics: An International Perspective, MAA 2000, MAA Notes (No. 51) [9],[10].

### En tant qu'éditeur
- (en) Victor J. Katz, The Mathematics of Egypt, Mesopotamia, China, India, and Islam : A Sourcebook, Princeton University Press, 2007 (lire en ligne) lire en ligne[11].
- avec Bengt Johansson, Frank Swetz, Otto Bekken et John Fauvel : Learn from the Masters, MAA 1994 (contribution de Katz: Historical ideas in teaching linear algebra, Napier´s logarithms adapted for today´s classroom).
- avec Marlow Anderson, Robin Wilson : Sherlock Holmes in Babylon and other Tales of Mathematical History, (recueil de réimpressions de la revue Mathematics Magazine de MAA; contribution de Katz: Ideas of calculus in Islam and India), MAA 2004 [12]
- avec Marlow Anderson, Robin Wilson : Who gave you the epsilon? and other tales of mathematical history, MAA 2009 (suite du recueil d'essais sur l'histoire des mathématiques du journal MAA; contribution de Katz: The history of Stokes' theorem) [13]
- avec Constantinos Tzanakis: Recent Developments on Introducing a Historical Dimension in Mathematics Education, MAA 2011
- (en) Victor J. Katz (dir.), Sourcebook in the Mathematics of Medieval Europe and North Africa, Princeton University Press, 2016 (lire en ligne).
- Frank J. Swetz et Victor J. Katz, Mathematical Treasures — Leonhard Zubler's Nova Instrumentum Geometricum, site Mathematical Association of America.

- Victor J. Katz, « János Bolyai, Non-Euclidean Geometry, and the Nature of Space », MAA review,‎ 2005 (lire en ligne).
- Victor J. Katz, « Math through the Ages: A Gentle History for Teachers and Others », MAA review,‎ 2002 (lire en ligne)
- (en) Victor J. Katz, « Ideas of Calculus in Islam and India », Mathematics Magazine, vol. 68, no 3,‎ 1995, p. 163-174 (lire en ligne).